# Kasperowce (gmina)
Kasperowce – dawna gmina wiejska w powiecie zaleszczyckim województwa tarnopolskiego II Rzeczypospolitej. Siedzibą gminy były Kasperowce.
Gminę utworzono 1 sierpnia 1934 r. w ramach reformy na podstawie ustawy scaleniowej z dotychczasowych gmin wiejskich: Gródek, Holihrady, Kasperowce, Lesieczniki, Nowosiółka Kostiukowa, Szczytowce i Winiatyńce.
W 1937 przyznano obywatelstwo honorowe gminy staroście zaleszczyckiemu Józefowi Krzyżanowskiemu.
Od września 1939 do lipca 1941 gmina znajdowała się pod okupacją ZSRR, a 1 sierpnia 1941 weszła w skład Generalnego Gubernatorstwa i nowo utworzonego dystryktu Galicja. Gmina przynależała odtąd do powiatu czortkowskiego (Kreishauptmannschaft Czortków). Przyłączono do niej wówczas prawie cały (oprócz Kołodróbki) obszar zlikwidowanej gminy Sińków (Duninów, Kościelniki, Kułakowce, Sińków i Zazulińce), po czym gmina liczyła 14.675 mieszkańców
Po II wojnie światowej obszar gminy znalazł się w ZSRR.